# Rareș Hopincă
Rareș Hopincă (n. 29 august 1984, Câmpulung Moldovenesc, Suceava, România) este un politician român, membru al Partidului Social Democrat începând cu anul 2009. Acesta a deținut funcția de Prefect al Capitalei în perioada iulie 2023-aprilie 2024. 
În aprilie 2024, Hopincă și-a depus demisia din funcția de prefect și a anunțat candidatura la Primăria Sectorului 2 din București.

## Biografie
Rareș Hopincă s-a născut și a copilărit în Câmpulung Moldovenesc, județul Suceava. În 2011 a absolvit Facultatea de Filozofie și Jurnalism din cadrul Universității „Spiru Haret” București, fiind licențiat în filozofie. Este necăsătorit.

## Activitate profesională
A ocupat, până în anul 2017, funcții de management și consultanță în cadrul unor companii private. Începând cu 2017, a ocupat pe rând funcția de Director General al Primăriei Sectorului 5 din București și, mai apoi, pe cea de Administrator Public al Sectorului 5. În  2023 a fost numit în funcția de Prefect al Capitalei.

## Activitate politică
Este membrul al Partidului Social Democrat din 2009. În prezent ocupă poziția de Vicepreședinte al PSD Sector 2.

## Educație și formare
Este absolvent al Facultății de Filozofie și Jurnalism din cadrul Universității "Spiru Haret" din București.
Deține certificare PPP Profesional: APMG International – EBRD – European Bank for Reconstruction and Development și este certificat în Project Management - competențe în dezvoltarea proiectelor de investiții, atragerea fondurilor și implementarea proiectelor cu finanțare nerambursabilă